# Geo Jacobo Gaumer
George Jacobo Gaumer McGee (1882-1968), médico y apicultor estadounidense que desarrolló la mayor parte de su trabajo científico en la península de Yucatán colaborando con su padre, Geo Franklyn Gaumer.

## Datos biográficos
Nació en Santa Fe (Nuevo México) y falleció en Izamal, Yucatán, México. Su padre fue el también médico y célebre naturista estadounidense que estudió a profundidad la flora y fauna de la península de Yucatán por cuenta del Field Museum of Natural History, de la ciudad de Chicago. Su familia se había establecido en Yucatán desde 1884 y ahí vivió toda su infancia y juventud hasta que fue enviado a estudiar a los Estados Unidos.
Estudió en el Colegio Médico Americano en San Luis (Misuri), donde terminó su carrera de médico en 1906. Regresó para establecerse definitivamente en Izamal, lugar donde murió 60 años más tarde. Ahí practicó la medicina y continuó con los trabajos científicos de botánica y zoología de su padre, haciéndose cargo del laboratorio químico y botánico, The Izamal Chemical Company, que su familia había fundado desde finales del siglo XIX. Esta empresa se especializó en la fabricación de productos derivados de plantas medicinales, como analgésicos, anti-eméticos, febrífugos y vermífugos.
También se dedicó intensamente a la apicultura, desarrollando y modernizando la actividad en la región. Explotó científicamente los colmenares yucatecos mediante la importación de abejas reinas del extranjero y técnicas industriales avanzadas. En 1917 fue nombrado por el gobierno del estado de Yucatán delegado sanitario en Izamal y también médico de la Liga Central de Resistencia, impulsada por Felipe Carrillo Puerto. Fue juez penal en la región, designado por su sentido de la justicia. En 1942 fue presidente del Comité Pro Mejoramiento de Izamal. Participó activamente en la Convención Apícola que se celebró en 1948 en la península. Fue maestro fundador de la escuela Tiburcio Mena, todo sin dejar de ejercer su profesión de médico, por la que era solicitado principalmente por la población indígena maya de Izamal.

## Obras
- Breve tratado sobre apicultura
- Importancia de la cooperación de las abejas en la agricultura